# Hornice
Hornice é uma comuna checa localizada na região de Vysočina, distrito de Třebíč.